# 해리스쌀물쥐
해리스쌀물쥐(Tanyuromys aphrastus)는 비단털쥐과 쌀물쥐속에 속하는 설치류이다. 긴꼬리쌀물쥐, 긴꼬리쌀쥐라는 이름으로도 불린다. 해리스쌀물쥐속(Tanyuromys)의 유일종이다. 코스타리카와 파나마, 에콰도르에서 발견된다.